# Petrocoriusok
A petrocoriusok ókori aquitaniai nép a Garumna és a Liger között, a mai Périgordban. Fővárosuk Vesunna, a mai Périgeux volt. Híresek voltak vasművességükről, Julius Caesar említi őket.